# Distretto di Huacaybamba
Il distretto di Huacaybamba è uno dei quattro  distretti della provincia di Huacaybamba, in Perù. Si trova nella regione di Huánuco e si estende su una superficie di 586.21 chilometri quadrati.